# El Sol (1821-1824)
El Sol fue un periódico mexicano publicado entre 1821 y 1824.

## Historia
Fue una publicación impresa que apareció después del periodo de guerra de independencia, se tiene información de que dio inicio el 5 de diciembre de 1821 y se dio por terminado el 22 de mayo de 1822, debido a que suponía que en el Plan de Iguala estaban escritas condiciones que afectarían gravemente a la nación mexicana:

Los perjuicios son presuntos y están por venir; los bienes que se han seguido por las condiciones puestas en el citado plan han sido reales y efectivos, pues sin la menor duda se ha evitado mucha efusión de sangre y adelantado también demasiado tiempo... no negamos que el gobierno republicano federado es en el que tienen plena libertad los asociados; pero así como en el cuerpo humano es físicamente imposible un transporte repentino de un extremo al otro contrario, lo mismo se ha observado siempre en los cuerpos políticos.

Por lo que ensuciaba la imagen de Agustín de Iturbide quién prohibió la distribución e impresión de este papel, porque El Sol se manifestaba defensor de la monarquía con un príncipe europeo. Esto provocó que los opositores causarán conspiraciones y existiera el pleno desacuerdo entre el Congreso e Iturbide y que además se hizo evidente ese problema. Luego de la coronación de Iturbide, se originaron dos partidos contrarios a los iturbidistas: los borbonistas y republicanos. En la capital por ejemplo, la prensa del Imperio se notaba afecta a Iturbide después de que éste destruyó a sus opositores.
La publicación periódica contraria en ideología a este es el Hombre Libre, editado por Juan Bautista Morales, en el que remarcaba estar a favor de la república, este se empezó a publicar en febrero o marzo de 1823 aproximadamente. 
El Sol volvió a aparecer el 15 de junio de 1823 como un órgano de las logias escocesas, su contenido era sobre documentos oficiales, noticias nacionales e internacionales, crónicas del congreso, contenía una sección única donde se escribía sobre política, estaba tratado especialmente como órgano del partido de Lucas Alamán por lo que era de tendencia centralista. Defendía la opinión de los españoles sobre que recibían un mal trato por parte de los iturbidistas, pues los anteriormente mencionados, reprochaban la idea federalista que se trataba de dividir a México para triunfar.
"Algunos inconvenientes que pueden resultar del abuso del sistema federal".